# Henri Michaux
Henri Michaux (ur. 24 maja 1899 w Namur, zm. 19 października 1984 w Paryżu) – francuski pisarz, poeta i malarz pochodzenia belgijskiego. Znany z oryginalnej osobowości oraz niepowtarzalnego, halucynacyjnego stylu. Luźno związany z surrealistami. Przez André Bretona uznany za niedościgniony wzór poety nadrealizmu.
Henri Michaux przez całe swoje dojrzałe życie twórcze pozostał pod znacznym wpływem twórczości Comte de Lautréamonta. Ważne inspiracje dla autora Ekwadoru stanowili również poètes maudits (Arthur Rimbaud i Charles Baudelaire), tudzież chrześcijański mistycyzm Jana Ruysbroecka oraz religie Dalekiego Wschodu, z którymi zetknął się podczas swoich podróży. Część twórczości powstała pod wpływem narkotyków.
Poezja Henri Michauxa kultywowała symboliczny ideał tworzenia świata za pomocą poetyckiej metafory: "na przemian upokarzających katów, upokarzanych ofiar na lądach, które pozornie nie istnieją, w systemach, których pozornie nie ma". Wypełniają ją przy tym obrazy okrucieństwa i cierpienia: rzeczywistość jest w niej koszmarem pełnym potworów, a duszą ludzką rządzi gniew i nienawiść.

## Życiorys

### Dzieciństwo i młodość
Urodził się w 1899 w belgijskiej miejscowości Namur, jako syn Octave i Jeanne Michaux. Gdy miał dwa lata, rodzina przeniosła się do Brukseli. Uczęszczał do Putte-Grasheide, a następnie do szkoły jezuickiej, gdzie studiował łacinę. Wtedy też zainteresował się chrześcijańską mistyką. Po ukończeniu szkoły postanowił wstąpić do seminarium duchownego. Pomysł ten porzucił za namową ojca. Ostatecznie podjął studia medyczne na Université Libre w Brukseli, które porzucił w rok później. W 1921 w charakterze palacza zaciągnął się na francuski okręt handlowy. Przez kolejny rok odwiedził liczne porty Północnej i Południowej Ameryki. Po powrocie do Belgii został powołany do rocznej służby wojskowej. W tym czasie ujawniła się jego choroba serca. Uznany za niezdolnego do służby, podczas pobytu w wojskowym lazarecie odkrył twórczość Lautréamonta. Zdarzenie to miało decydujący wpływ na jego późniejsze życie.

### Początki twórczości
Michaux zadebiutował jako poeta w 1923 roku na łamach czasopisma Le Disque Vert redagowanego przez Franza Hellensa. W 1924 po konflikcie z rodzicami opuścił Belgię i przeniósł się do Paryża. W celach zarobkowych podejmował liczne zajęcia, m.in. pracował jako dostawca i nauczyciel. W tym czasie nawiązał pierwsze kontakty z paryskimi artystami. Pod wpływem dzieł Chirico, Ernsta, Klee i Dalego zaczął malować. Zachęcony przez Supervielle'a i Paulhana postanowił publikować swoje utwory. W 1926 roku w magazynie Nouvelle Revue Française pojawiły się jego wiersze. W 1927 zadebiutował samodzielnym zbiorem poezji Qui je fus.

### Podróże
W 1927 roku Michaux wraz z przyjacielem, poetą Alfredo Gangotena odbył podróż do Ameryki Południowej, co zaowocowało nietypowym dziennikiem podróży – Ekwador. Następnie odwiedził Daleki Wschód (Japonia, Chiny i Indie). Przeżycia doznane podczas podróży opisał w Barbarzyńcy w Azji. Rezultatem tych wojaży było także zainteresowanie Michaux hinduską mitologią i mistyką. W latach 30. odwiedził jeszcze Hiszpanię i Portugalię. W 1936 podczas pobytu w Buenos Aires poznał osobiście Jorge Luis Borgesa. Zimą 1963/1964 odbył ostatnią w życiu wielką podróż do Indii.

### Wiek dojrzały
Swe najsłynniejsze dzieło – Niejaki Piórko opublikował w 1930 roku. W 1937, w Galerie Pierre w Paryżu odbyła się pierwsza wystawa malarskiej twórczości Michaux. W latach 1937–1939 pełnił funkcję redaktora Hermesa, czasopisma poświęconego poezji i mistyce. W 1940 Michaux został zaprezentowany szerszej publiczności za pośrednictwem eseju André Gide Odkryjmy Henri Michaux. Lata czterdzieste zaowocowały publikacją Przestrzeni wewnętrznych oraz takich dzieł jak Ordeals czy Exorcismes. W czasie II wojny światowej Michaux przedostał się z terenów okupowanych przez Niemcy do południowej Francji. W 1943 roku poślubił Marie Louise Ferdiere, u której wkrótce zdiagnozowano gruźlicę. Rok później Michaux przeżył kolejną tragedię, jaką była śmierć brata. Czarę goryczy dopełniła tragiczna śmierć żony w 1947. Po tym zdarzeniu Michaux oddał się szaleńczej pasji twórczej, napisał m.in. Gdziekolwiek – fikcyjny dziennik podróży do nieistniejących krain. W tym samym czasie rozpoczął serię eksperymentów z narkotykami halucynogennymi (głównie meskalina). Pod wpływem tych doświadczeń powstały liczne dzieła pisarskie, a także film.
W 1960 Michaux zdobył prestiżową nagrodę literacką na Biennale w Wenecji. W 1965 został laureatem French Grand Prize, ale odmówił jej przyjęcia. W 1975 otrzymał obywatelstwo francuskie. Pod koniec życia, z daleka od wielkiego artystycznego świata oddawał się wschodnim medytacjom. Zmarł 19 października 1984 w Paryżu na atak serca.

## Twórczość
Michaux uchodzi za niestrudzonego badacza ludzkiego wnętrza, skoncentrowany na własnym „ja” oraz wszelkich doznaniach dotyczących umysłu i ducha. Doznania te mają zwykle charakter negatywny, pełno tu bólu i cierpienia. Twórczość Michaux naszpikowana jest makabrycznymi obrazami, pełnymi mrocznych labiryntów, potworów czy przerażających dźwięków. Pokrewny surrealistom (choć nigdy oficjalnie nie został członkiem tego ruchu artystycznego), stworzył oryginalną formę prozy poetyckiej stojącej na straży własnej indywidualności i autentyczności.
Inspirowany twórczością poetów wyklętych, przede wszystkim Lautréamonta, którego uznał za swojego ojca chrzestnego, Arthura Rimbaud czy Charles'a Baudelaire, zafascynowany mistyką wschodu i zachodu, malarstwem surrealistów.
Teksty Michaux przybierają formę krótkich aforyzmów, pełnych różnego rodzaju przestróg i rad udzielanych w pierwszej osobie. Choć mnóstwo tu fantastycznych, niemal sennych urojeń, nierzadko inspirowanych narkotycznymi halucynacjami, autor dąży do przejrzystego, niemal naukowego opisu własnych „przestrzeni wewnętrznych”. W utworach nie brak również specyficznego, czarnego humoru balansującego na granicy dobrego smaku.

## Dzieła
- Ekwador (Ecuador: Journal de voyage) – nietypowy dziennik podróży, pełen krótkich, poetyckich opisów ludzi i zwyczajów zaobserwowanych podczas wyprawy do Ameryki Południowej
- Barbarzyńca w Azji (Un Barbare en Asie) – dzieło zainspirowane wyprawą na Daleki Wschód, wypełnione krótkimi, humorystycznymi komentarzami opisującymi kulturę i duchowość mieszkańców Azji. Utwór ten ujawnia początki fascynacji autora mistyką i filozofią Indii.
- Pasaże (Passages) – zebrana na przestrzeni 26 lat kompilacja esejów, poematów i innych form literackich na temat malarstwa, muzyki, literatury.
- Niejaki Piórko (Un certain Plume) – naszpikowana absurdem, groteską i czarnym humorem historia pana Piórki. Tytułowa postać - porte parole autora, to mała, bezbronna istota, człowieczek w meloniku i z laseczką. Pana Piórkę notorycznie dotykają najróżniejsze nieszczęścia i tragedie (żona ginąca pod kołami pociągu, proces wytoczony bohaterowi), mimo to sprawia on wrażenie całkowicie oderwanego od rzeczywistości. Wszystko, co dotyczy bohatera, dzieje się jakby gdzieś obok.
- Épreuves, exorcismes – zbiór poematów stworzonych w celu "przeciwstawienia się groźnym siłom nieprzyjacielskiego świata". Dla Michaux sztuka miała charakter egzorcyzmów przeciwko światu zewnętrznemu.
- Gdzie Indziej (Ailleurs) – fikcyjny dziennik z podróży do nieistniejących krain. Autor opisuje zamieszkujące je plemiona wraz z osobliwymi, niejednokrotnie okrutnymi zwyczajami.
- Misérable miracle: La Mescaline – seria zapisków powstała pod wpływem narkotyków halucynogennych.